# Pierre Magnol

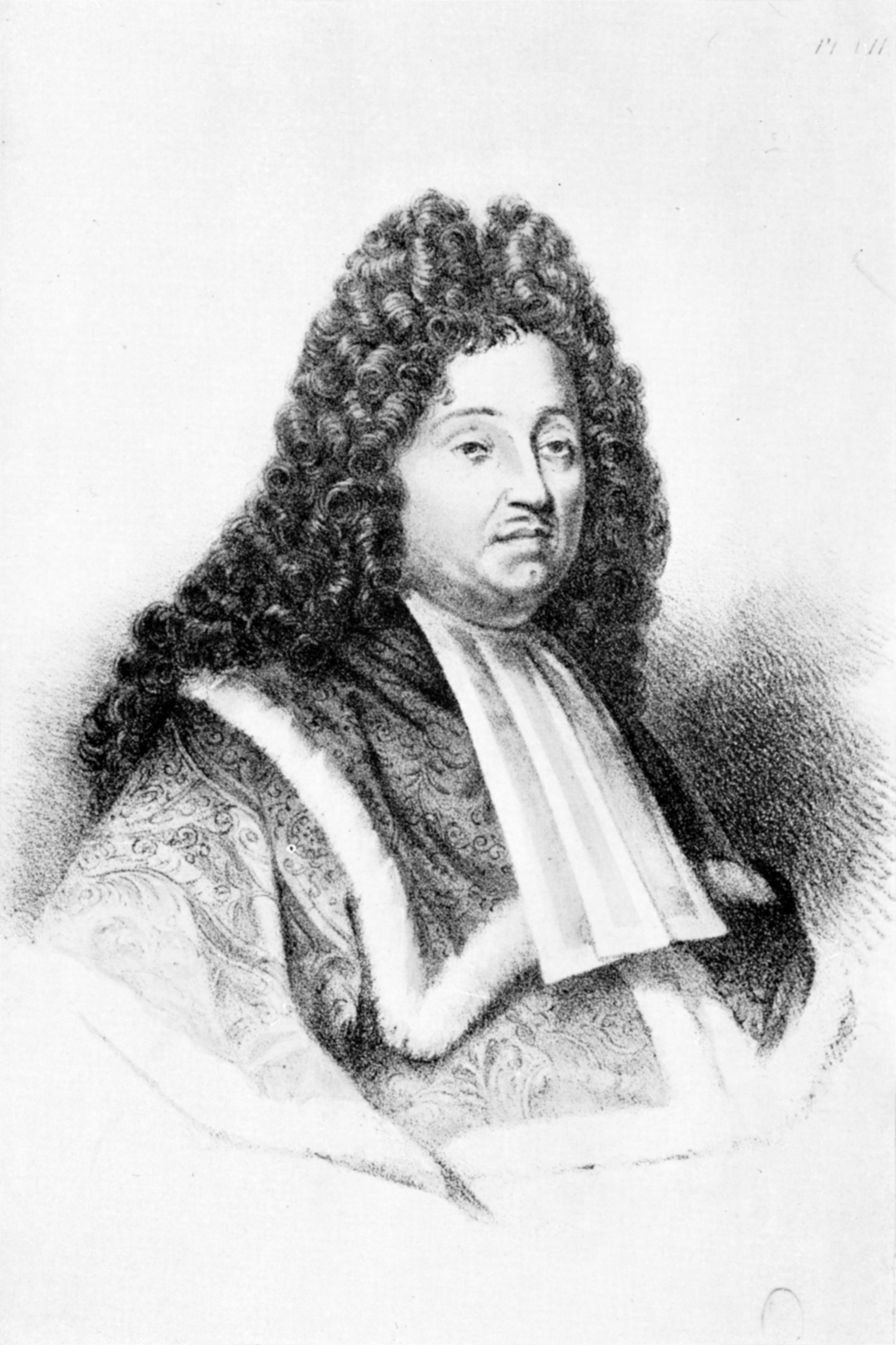
Pierre Magnol

Pierre Magnol (Montpellier, 8 giugno 1638 – Montpellier, 21 maggio 1715) è stato un botanico francese, tra gli innovatori dello schema di classificazione botanica attualmente in uso.

## Biografia
Pierre Magnol nacque a Montpellier l'8 giugno 1638. Figlio di un farmacista, si appassionò sin da giovane alle scienze naturali con particolare interesse per la botanica.
Iscrittosi nel 1665 alla facoltà di medicina di Montpellier (la prima in Francia a dotarsi di un orto botanico), conseguì la laurea quattro anni più tardi e, grazie ai buoni uffici di Joseph Pitton de Tournefort (1656-1708) e Guy-Crescent Fagon (1638-1718), divenne medico di corte e supplente al Jardin du roi, uno dei più antichi organismi scientifici ufficiali francesi.
La cattedra alla facoltà di medicina di Montpellier, cui Magnol aspirava, gli fu dapprima negata per motivi religiosi (era infatti protestante) e poi assegnata quando, nel 1694, in seguito alla revoca dell'Editto di Nantes da parte di Luigi XIV, abiurò alla sua fede.
Fu direttore dell'orto botanico a partire dal 1697 e alcuni anni dopo divenne membro dell'Accademia francese delle scienze, in sostituzione di Tournefort.
Studiò la flora delle Alpi, dei Pirenei ed anche quella dei dintorni di Montpellier e, secondo alcuni storici, fu lui ad introdurre il concetto di famiglia in botanica, dopo un attento studio delle parentele analizzate tra le varie specie vegetali.

## Opere principali
- Botacinum Monspeliense sive plantarum circa Monspelium nascentium index, Lione, 1676
- Prodromus historiæ generalis plantarum, in quo familiæ per tabulas disponuntur, Montpellier, 1689)
- Hortus regius Monspeliensis, sive catalogus plantarum, quæ in horto regio Monspeliensi demonstrantur, Montpellier, 1697
- Novus character plantarum (pubblicato postumo dal figlio Antoine (1676-1759)), Montpellier, 1720.